# Александровка-2 (Донецк)
Алекса́ндровка (Алекса́ндровка-2) — историческая местность современного Донецка.

## Александровка-2
47°59′10″ с. ш. 37°47′10″ в. д.

Карта Юзовки и окрестностей начала XX века. Александровка по центру карты и отмечена красным цветом

После строительства металлургического завода, к западу от него в 1880-х годах был построен посёлок Александровка. Планировка прямоугольная и выполнена англичанами.
Рядом с Александровкой располагались имения помещиков Рутченко (Григорьевка), Лариных (Ларинка), Мандрыкиных (Авдотьино),
Соседние посёлки (непосредственно): Стандарт и Смолянка.
На территории современного Донецка Александровка-2 соответствует северу Ленинского района, ниже телецентра
. Это улицы Александровка 1-я, Александровка 2-я, Александровка 3-я, Александровка 4-я, Александровка 5-я, Александровка 6-я, Александровка 7-я, Александровка 8-я, Александровка 9-я, Александровка 10-я, Александровка 11-я, которые расположены по обе стороны Ленинского проспекта.